# Kamasjåkka
Kamasjåkka (Samisch: Gámasjohka) is een rivier annex beek, die stroomt in de Zweedse  gemeente Kiruna. Het riviertje verzorgt de afwatering van het Kamasmeer (Gámasjávri) naar de Njoallumrivier, die later in het Njuohčammeer stroomt. Ze is 3440 meter lang. Het riviertje kruist de Europese weg 10 en de Ertsspoorlijn
Afwatering: Kamasjåkka → Njoallumrivier → Njuohčamrivier →  Rautasrivier → Torne → Botnische Golf